# Pierrefiche (Lozère)
Pierrefiche – miejscowość i gmina we Francji, w regionie Oksytania, w departamencie Lozère.
Według danych na rok 1990 gminę zamieszkiwały 123 osoby, a gęstość zaludnienia wynosiła 7 osób/km² (wśród 1545 gmin Langwedocji-Roussillon Pierrefiche plasuje się na 779. miejscu pod względem liczby ludności, natomiast pod względem powierzchni na miejscu 446.).